# The automatic
The Automatic, også kendt som The automatic automatic i Canada og USA, er et walisisk rockband. De tre resterende medlemmer, som også var med da bandet startede i 2002, James Frost, Robin Hawkins og Iwan Griffiths, er alle fra Wales.

## Diskografi
- Not Accepted Anywhere (2006)
- This Is a Fix (2008)
- Tear the Signs Down (2010)

| Musikgruppe | Spire Denne artikel om en britisk musikgruppe er en spire som bør udbygges. Du er velkommen til at hjælpe Wikipedia ved at udvide den. |